# Andrew Vajna
Andrew George Vajna, właściwie András György Vajna  (ur. 1 sierpnia 1944 w Budapeszcie, zm. 20 stycznia 2019 tamże) – amerykański producent filmowy węgiersko-żydowskiego pochodzenia. W 1956 wyjechał z rodziną po pacyfikacji powstania węgierskiego 1956.
Jako producent lub producent wykonawczy wyprodukował kilkadziesiąt filmów, w tym Ucieczkę do zwycięstwa (ang. Escape to Victory, 1981), trzy filmy o Johnie Rambo: Rambo – Pierwsza krew (1982), Rambo II (1985), Rambo III (1988), a także Inteligenta w armii (1994), Szklaną pułapkę 3 (1995), Sędziego Dredda (1995), Nixona (1995), Evitę (1996) Terminatora 3: Bunt maszyn (2003), Nagi instynkt 2 (2006) oraz serial Terminator: Kroniki Sary Connor (2008).
W dniu 15 stycznia 2011 drugi rząd Viktora Orbána powołał go na komisarza rządowego do spraw węgierskiego przemysłu filmowego. András Vajna był odpowiedzialny za strategię zachowania filmu węgierskiego i rozwój węgierskiej twórczości filmowej.
Zmarł w dniu 20 stycznia 2019 mając 74 lata.